# بلومفونتن
بلومفونتن (به انگلیسی: Bloemfontein) شهری با جمعیت ۳۶۹٫۵۶۸ نفر در مرکز آفریقای جنوبی است. این شهر مرکز ایالت فری استیت محسوب می‌شود.
بلوم فونتین یکی از سه پایتخت (پایتخت قضائی) آفریقای جنوبی و مرکز استان فری استیت این کشور می‌باشد. این شهر بیشتر برپایه کشاورزی است. دانشگاه فری استیت در این شهر قرار دارد. یکی از اولین تلسکوپ‌های جهان در نیمکره جنوبی زمین در این شهر قرار داشته‌است که امروزه مکان آن به یک پلانتاریوم تبدیل شده‌است.